# Огнев, Валерий Евдокимович
Валерий Евдокимович Огнев (род. 3 марта 1944, Иркутск, РСФСР, СССР) — советский и российский военачальник, генерал-майор авиации, Заслуженный юрист Российской Федерации, кандидат технических наук и кандидат юридических наук.

## Биография
Родился 3 марта 1944 года в городе Иркутске. Русский.
В 1962 году окончил 10 классов средней школы и поступил в Харьковское высшее военное авиационное училище лётчиков (ВВАУЛ) имени С. И. Грицевца, которое окончил в 1966 году и был направлен для прохождения дальнейшей службы в ГСВГ — летчиком 668-го бомбардировочного авиационного полка 132-й бомбардировочной авиационной дивизии 16-й Воздушной армии. С 1970 года — командир авиационного звена, а затем авиационной эскадрильи 4-го гвардейского бомбардировочного полка 132-й бомбардировочной авиационной дивизии 15-й Воздушной армии (Прибалтийский военный округ). Окончил Военно-воздушную академию им. Ю. А. Гагарина. С aвгуста 1977 года — командир 63-го бомбардировочного авиационного полка. С ноября 1980 года — заместитель, с авгусга 1982 года — командир 132-й бомбардировочной авиационной дивизии. В 1987 году окончил Военную академию Генерального штаба. С 1987 года — первый заместитель командующего 4-й Воздушной армии ВГК, находясь на этой должности длительное время исполнял обязанности командующего армией. С 1993 года генерал-майор Огнев в отставке.
Проживает в Ростове-на Дону. Обучался в школе бизнеса при Вроцлавской экономической академии (Польша). Работал на руководящих должностях в страховой компании. Председатель ПДТС «Международный Арбитраж». Член экспертного совета Совета Федерации Федерального собрания РФ по вопросам законодательного обеспечения развития институтов гражданского общества.

## Награды
СССР
- два ордена Красной Звезды[1];
- орден «За службу Родине в Вооружённых Силах СССР» III степени[1].

медали, в том числе:
- «Ветеран Вооружённых Сил СССР» (1988);
- «За укрепление боевого содружества»;
- «За безупречную службу I степени» (1972).

РФ
- Заслуженный юрист Российской Федерации

Других государств
- медаль «Братство по оружию» (1990, ПНР)[2];